# 民族形式建筑
民族形式建筑，是近现代中国出现的一种建筑风格，这种建筑风格在强调“中国固有之形式”，以大屋顶和传统装饰细部为主要特征，因此被称作大屋顶。
民族形式建筑早在清末民初就有端倪，例如上海的石库门建筑就是中西合璧风格，但这些建筑一般没有经过专业设计，只是“近朱者赤，近墨者黑”的被动影响。最早开始主动在现代建筑中应用中国传统建筑元素的则是设计教会大学建筑的西方建筑师。南京国民政府建立之后，中国建筑师也开始主动探索民族风格建筑，民国首都南京和满洲国新京的城市建设均受到这一建筑风格的影响，至中华人民共和国建立后北京的“十大建筑”中也不乏民族形式建筑。1955年受到苏联批评复古主义建筑的影响，中国大陆的民族形式建筑逐渐走向低谷，直至1990年代才开始复兴。
1980年代中国大陆的《建筑学报》曾对“民族形式”有激烈讨论，“民族形式”的说法因其形式主义为人所诟病，逐渐被“传统”所取代，建筑史和当代的建筑设计、建筑理论开始分离。

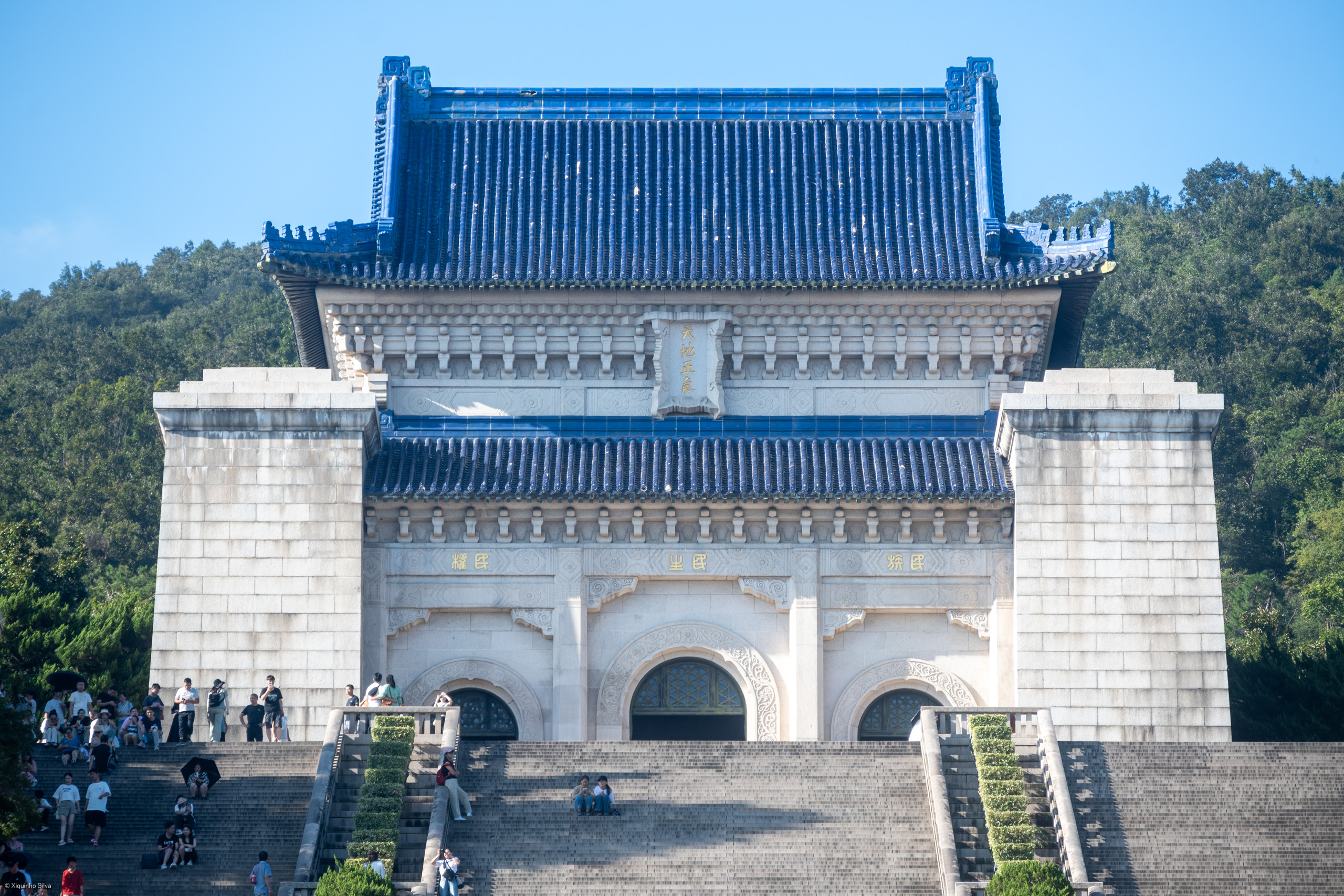
南京中山陵
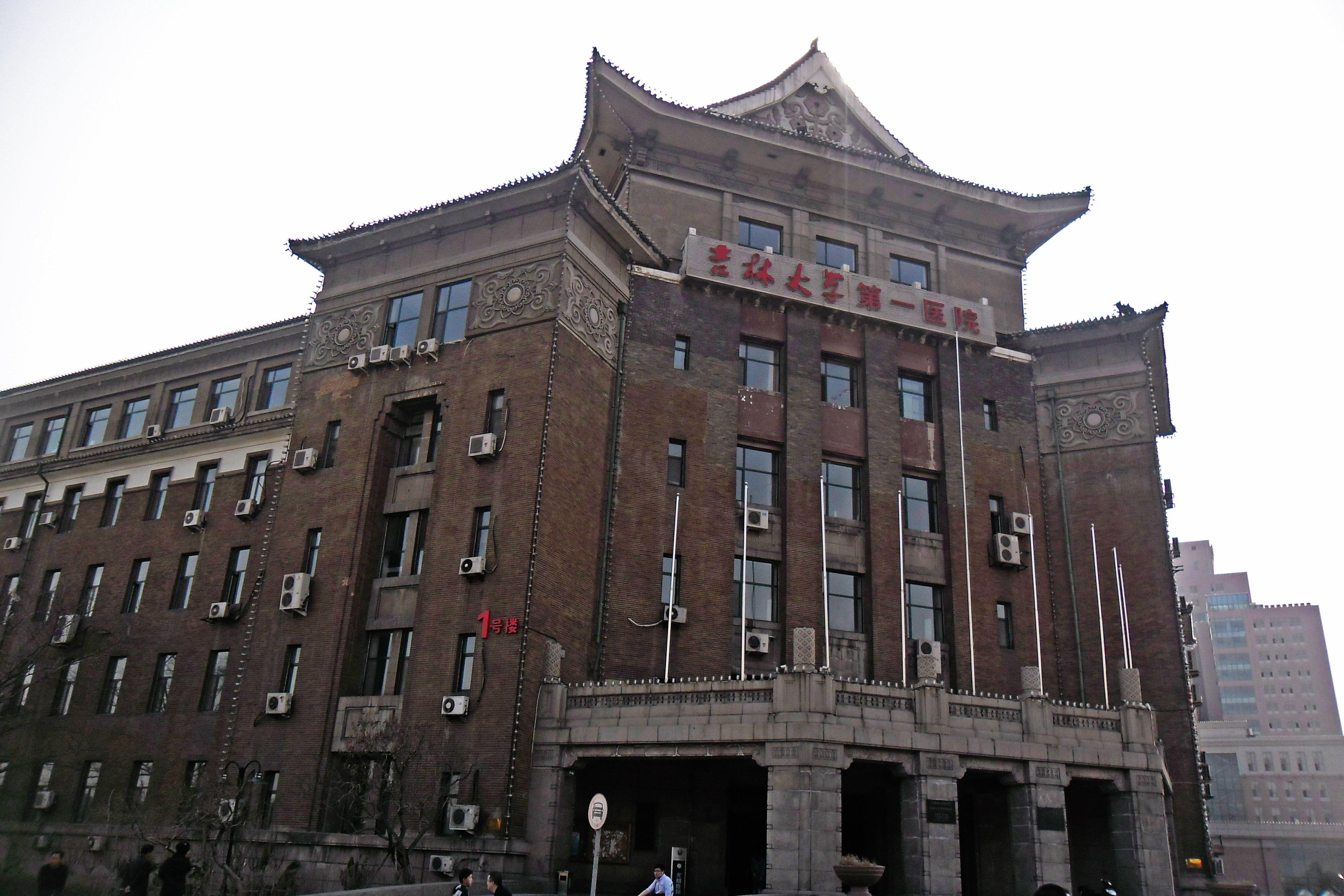
满洲国军事部治安部
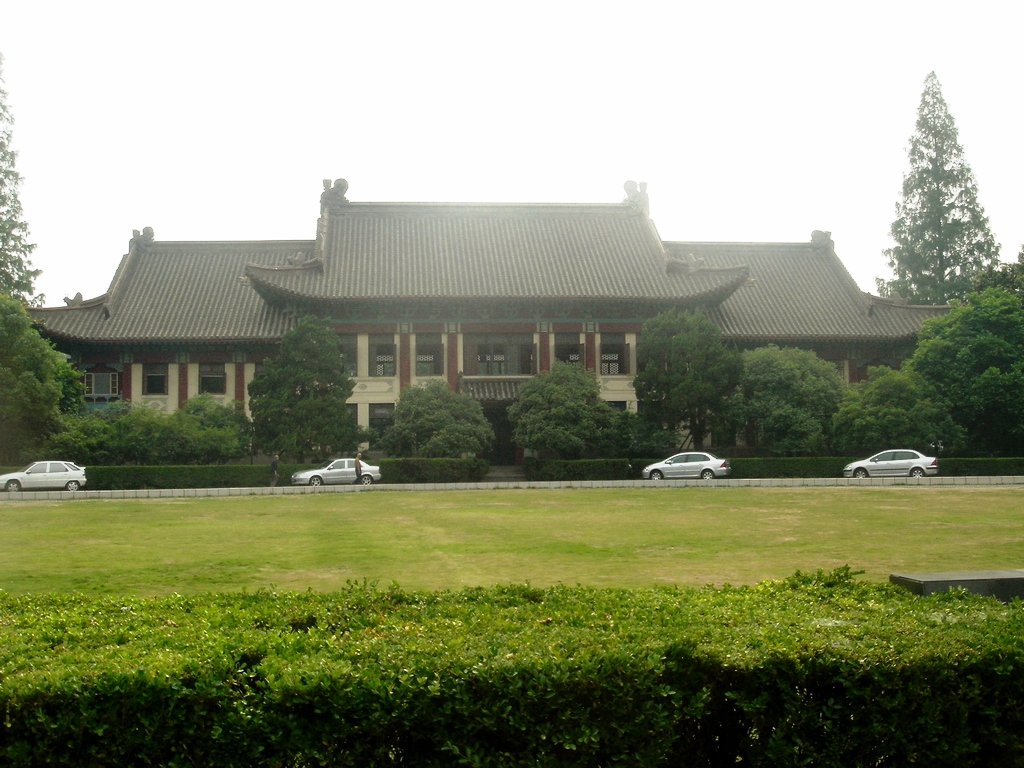
金陵女子大学100号楼
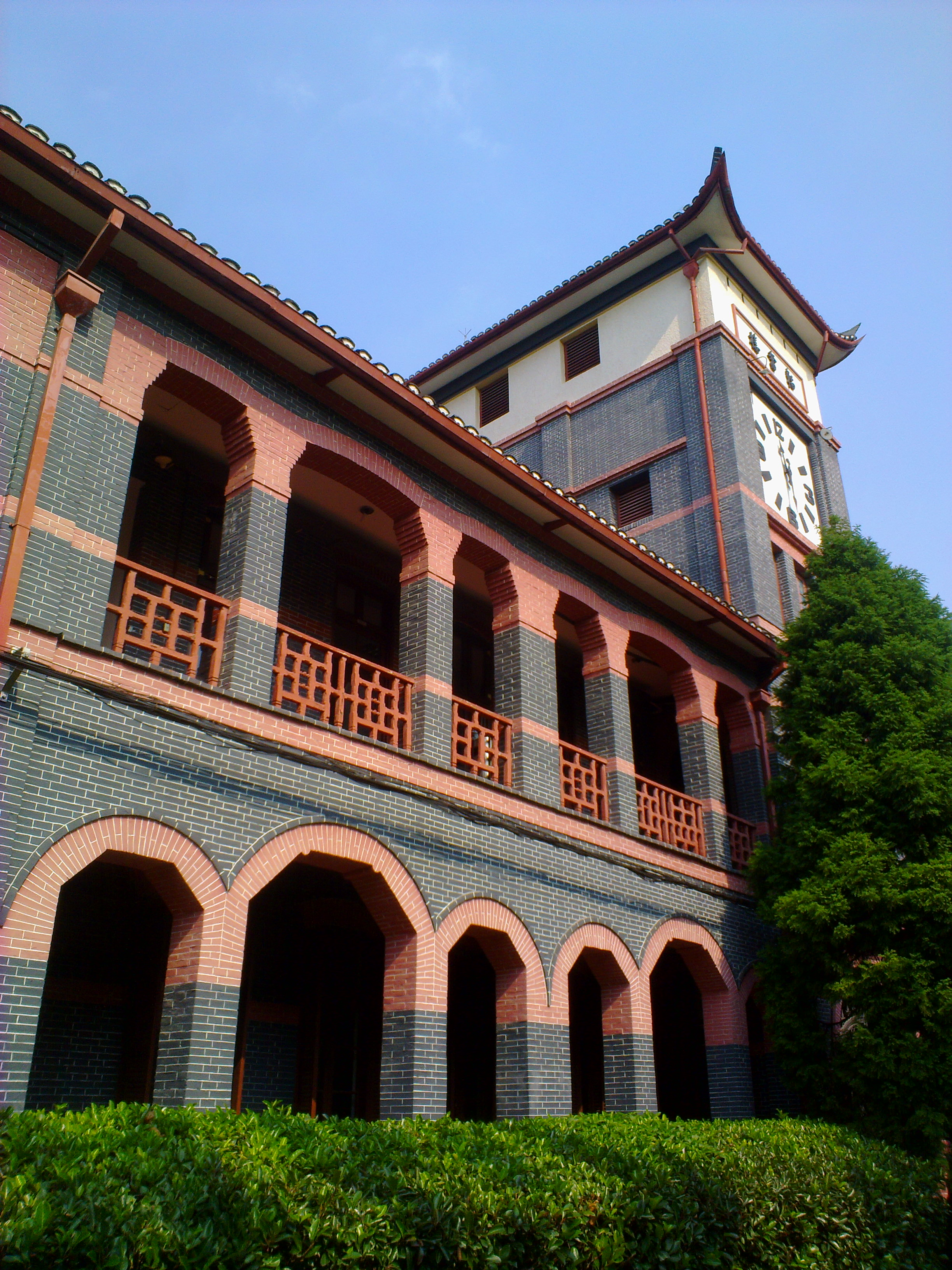
上海圣约翰大学怀施堂
中华民国上海市政府大楼
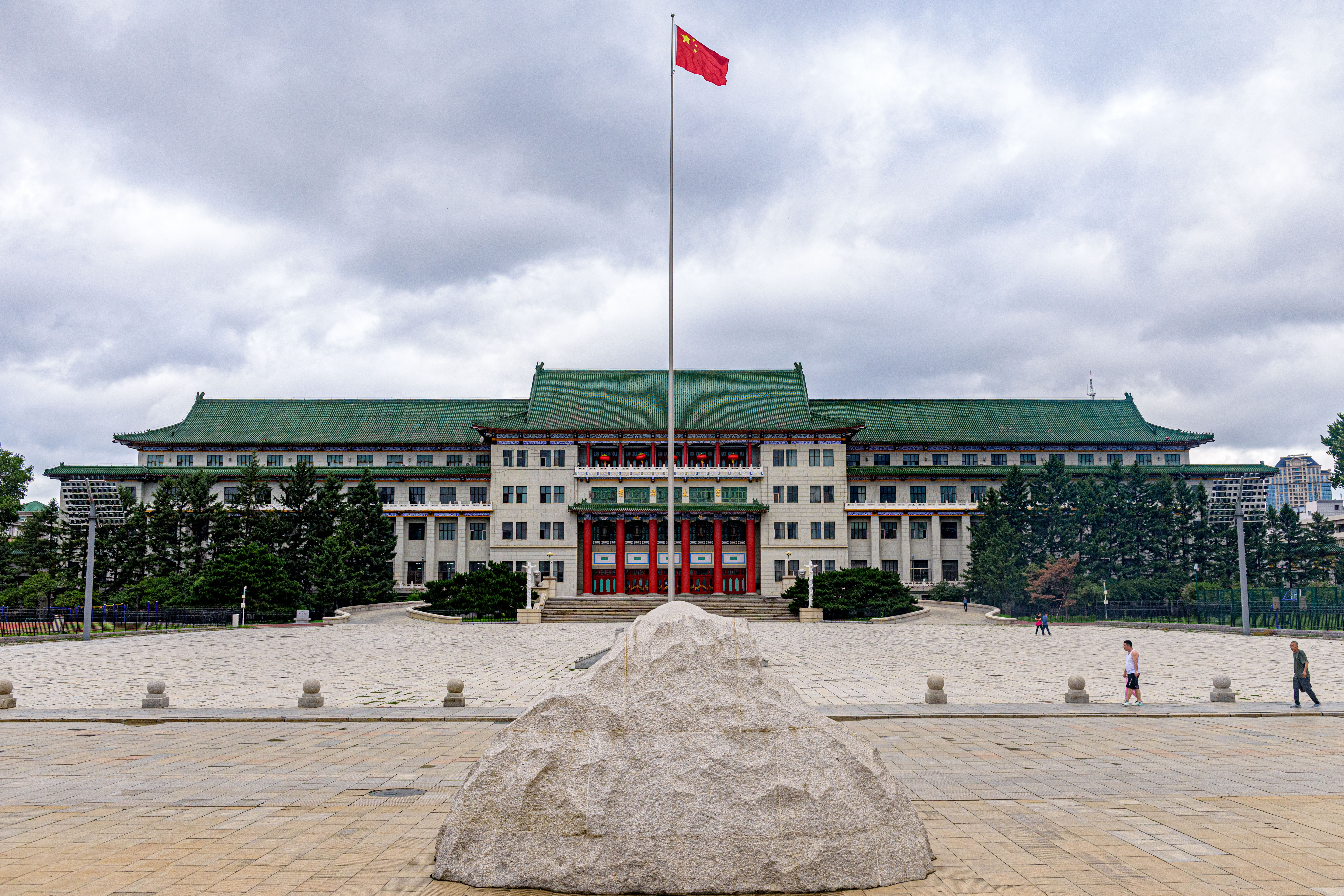
长春地质宫
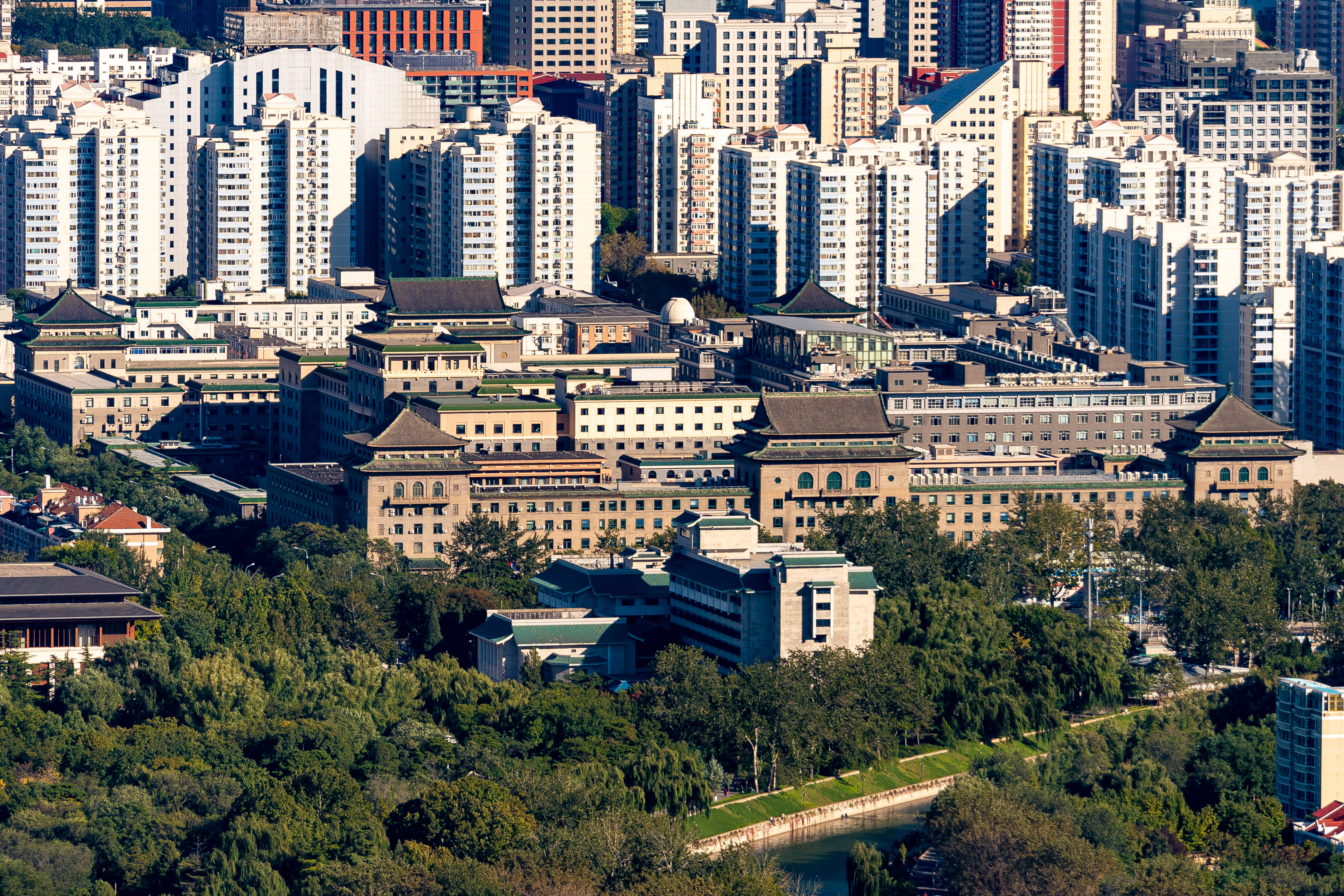
北京四部一会办公楼